# 萊恩維爾 (愛荷華州)
萊恩維爾（英語：Lineville）是一個位於美國愛荷華州韋恩縣的城市。

## 地理
萊恩維爾的座標為40°35′07″N 93°31′23″W / 40.58528°N 93.52306°W，而該地的平均海拔高度為332米（即1089英尺）。

## 人口
根據2010年美國人口普查的數據，萊恩維爾的面積為2.33平方千米，當中陸地面積為2.33平方千米，而水域面積為0.00平方千米。當地共有人口217人，而人口密度為每平方千米93人。